# 科马提岩
科馬提岩（英語：Komatiite），又称镁绿岩，一種富含鎂的太古宙时期绿岩中枕状岩流顶部的超镁铁质熔岩。是超基性噴出岩。硅钾铝含量低，镁含量高。可具枕状构造、碎屑构造；特别是具典型的鬣刺（spinifex，鱼骨状或羽状）结构，其特点是橄榄石呈细长的锯齿状斑晶，当这些晶体近于平行丛生时形如鬣刺草，是淬火结晶的产物。主要由橄欖石和輝石的斑晶（或骸晶）和少量铬尖晶石以及玻璃基质组成，其中橄欖石成分達到40%-50%以上，次生矿物主要有蛇纹石、绿泥石、角闪石、碳酸盐矿物以及磁铁矿等。是地球早期富镁原始岩浆的代表，是研究地球地质演变史的最重要的标本之一。具有典型鬣刺结构。橄欖岩含有少於45%的二氧化硅，屬於超基性岩石。
科马提岩只发现在25亿年前或更早的太古宙，一般认为这是由于当时的地幔更热250°C。当地幔冷却后，元古宙就没有科马提岩形成了，喷出的只有玄武岩与苦榄岩。
全世界被公认的著名的科马提岩发现地仅有四处的元古宙地盾区域：
- 南非的巴伯顿：1969年首次发现于南非巴伯顿山的科馬提河流域，所以以科马提来命名。
- 澳大利亚的皮尔巴拉
- 加拿大的阿比提比绿岩带（英语：Abitibi greenstone belt）
- 中国山东省新泰市羊流镇雁翎关：20世纪80年代，程裕淇、沈其韩等人在莲花山区对中国保存最好发育最完整的典型鲁西新太古代绿岩带（英语：Greenstone belt）泰山岩群研究时，自下而上分为雁翎关组、山草峪组和柳杭组，发现了28亿年前形成的巨厚科马提岩。[1][2]泰山、莲花山申报成功泰山世界地质公园。中国中央电视台《地理中国》频道2012年以《绿屋的秘密》为题专题报道了该地的科马提岩。 （页面存档备份，存于）

## 岩石学
科马提组分的岩浆熔点非常高，计算出的喷出温度超过1600 °C.  玄武岩浆正常喷出温度大约1100至1250 °C。这说明太古宙地球具有更高的地温梯度。
科马提岩浆喷出后流动性极强，其黏度接近水但密度远超一般岩石。与夏威夷式喷发的地幔热柱温度在~1200 °C像糖蜜的玄武岩浆相比，科马提岩浆在地表流动非常快，留下极薄的岩浆流（小于10mm厚）。在太古宙岩层中保留的大型科马提岩被认为是在熔岩管、岩浆池中蓄积的科马提岩浆。
科马提化学成分与玄武岩浆或其他地幔产生的岩浆很不同。因为部分熔融程度很不同。科马提被认为是由很高的部分熔融，通常大于50%，因此有很高比例的MgO，很低的K2O与其他不相容成分。
科马提岩可分为两类：
- 含铝科马提岩（aluminium undepleted komatiite，AUDK），也称Group I科马提岩；
- 无铝科马提岩（aluminium depleted komatiite，ADK），也称Group II科马提岩

由Al2O3/TiO2比例确定。以前认为无铝科马提岩是在地球深处很高压力下高比例部分熔融形成；而含铝科马提岩是在距离地表较近处高比例部分熔融形成。但近来研究发现同一科马提岩流可以有不同的Al2O3/TiO2比率。科马提岩应是在极热地幔柱中形成。
玻古安山岩岩浆类似于科马提岩浆但是在俯冲带之上的流体助熔熔融(fluid-fluxed melting)产生的。玻古安山岩含10–18% MgO与更高的不相容成分(Ba, Rb, Sr)。

## 矿物学
科马提火成矿物学组成是镁橄榄石 (Fo90及其上)，含钙以及经常是含铬的辉石、钙长石 (An85及其上)与铬铁矿。
大量科马提岩样本显示了堆积纹理与地貌。这种堆积矿物学组成是高镁的镁橄榄石，以及可能的铬辉石。
富镁的火山岩也可以通过正常化学组分的玄武熔融中橄榄岩斑晶累积而形成，例如苦榄岩。鬣刺状纹理是熔岩流上部的温度梯度导致橄榄石快速结晶。鬣刺“Spinifex”是澳大利亚常见草Triodia，一蓬一蓬生长。
科马提流上部常见的角砾岩与枕状区实际上是火山玻璃，在水中与空气中快速淬火，具有科马提液态时的组分，无水MgO含量可达到34%。
科马提矿物学表现典型的科马提岩流喷出与冷却过程的地层学。流的底层是橄榄石累积，然后是鬣刺纹理区域具有针状橄榄石结晶，再后是辉石鬣刺纹理区域，最后是上部的富橄榄石冷却区域。
科马提岩的基本（火成）矿物物种包括橄榄石，辉石类的普通辉石、易变辉石与古铜辉石，斜长石，铬铁矿，钛铁矿与稀有的微流纹岩角闪石。次生（变质）矿物包括蛇纹石、绿泥石、角闪石、钠质斜长石、石英、氧化铁与稀有的金云母、斜锆石、镁铝榴石或水钙铝石榴石。